# Yoshiro Abe
Yoshiro Abe (阿部 吉朗 Abe Yoshirō?, nacido el 5 de julio de 1980 en Niihama, Ehime) es un exfutbolista japonés. Jugaba de delantero y su último club fue el Matsumoto Yamaga FC de Japón.

## Trayectoria

### Clubes
| Club                | País  | Año         |
| ------------------- | ----- | ----------- |
| FC Tokyo            | Japón | 2002 - 2006 |
| Oita Trinita        | Japón | 2005        |
| Kashiwa Reysol      | Japón | 2007        |
| Shonan Bellmare     | Japón | 2008 - 2010 |
| Ventforet Kofu      | Japón | 2011        |
| Júbilo Iwata        | Japón | 2012 - 2014 |
| Matsumoto Yamaga FC | Japón | 2015        |

## Estadística de carrera

### J. League
| Club                | Año   | J. League | J. League | Copa J. League | Copa J. League | Total | Total |
| Club                | Año   | Part.     | Goles     | Part.          | Goles          | Part. | Goles |
| ------------------- | ----- | --------- | --------- | -------------- | -------------- | ----- | ----- |
| FC Tokyo            | 2002  | 0         | 0         | 0              | 0              | 0     | 0     |
| FC Tokyo            | 2003  | 27        | 6         | 7              | 2              | 34    | 8     |
| FC Tokyo            | 2004  | 28        | 4         | 8              | 1              | 36    | 5     |
| Oita Trinita        | 2005  | 15        | 0         | 6              | 1              | 21    | 1     |
| FC Tokyo            | 2005  | 13        | 3         | 0              | 0              | 13    | 3     |
| FC Tokyo            | 2006  | 14        | 2         | 4              | 0              | 18    | 2     |
| Kashiwa Reysol      | 2007  | 8         | 0         | 6              | 0              | 14    | 0     |
| Shonan Bellmare     | 2008  | 26        | 6         | -              | -              | 26    | 6     |
| Shonan Bellmare     | 2009  | 48        | 10        | -              | -              | 48    | 10    |
| Shonan Bellmare     | 2010  | 34        | 9         | 5              | 0              | 39    | 9     |
| Ventforet Kofu      | 2011  | 24        | 4         | 1              | 0              | 25    | 4     |
| Júbilo Iwata        | 2012  | 17        | 1         | 3              | 0              | 20    | 1     |
| Júbilo Iwata        | 2013  | 10        | 2         | 2              | 0              | 12    | 2     |
| Júbilo Iwata        | 2014  | 20        | 3         | -              | -              | 20    | 3     |
| Matsumoto Yamaga FC | 2015  | 24        | 5         | 4              | 0              | 28    | 5     |
| Total               | Total | 308       | 55        | 46             | 4              | 354   | 59    |

## Palmarés

### Títulos nacionales
| Título         | Club     | País  | Año  |
| -------------- | -------- | ----- | ---- |
| Copa J. League | FC Tokyo | Japón | 2004 |